# Comuna Vîșci Vereșceakî, Oleksandrivka
Vîșci Vereșceakî (în ucraineană Вищі Верещаки) este o comună în raionul Oleksandrivka, regiunea Kirovohrad, Ucraina, formată din satele Bureakove, Liubomîrka, Nastîne și Vîșci Vereșceakî (reședința).

## Demografie
Componența lingvistică a comunei Vîșci Vereșceakî
     Ucraineană (98,72%)
     Rusă (1,2%)
     Alte limbi (0,08%)
Conform recensământului din 2001, majoritatea populației comunei Vîșci Vereșceakî era vorbitoare de ucraineană (98,72%), existând în minoritate și vorbitori de rusă (1,2%).